# اوبرلیگا شمالی
اوبرلیگا نورد (به آلمانی: Oberliga Nord) نام چهارمین دستهٔ مسابقات فوتبال کشوری در شمال آلمان بود که در سال ۱۹۷۴ تأسیس شد و در سال ۲۰۰۸ پس از بیست و چهار فصل، با روی کار آمدن لیگا ۳، منحل شد. مسابقات اوبرلیگا نورد در ایالت‌های برمن، هامبورگ، شلسویگ-هولشتاین و نیدرزاکسن انجام می‌شدند.